# دتش سافاج
دتش سافاج (بالإنجليزية: Dutch Savage)‏ هو مصارع محترف أمريكي، ولد في 9 يونيو 1935 في سكرانتون في الولايات المتحدة، وتوفي في 3 أغسطس 2013 في فانكوفر في الولايات المتحدة.

## وصلات خارجية
- دتش سافاج على موقع CageMatch worker (الإنجليزية)
- دتش سافاج على موقع قاعدة بيانات المصارعة على الإنترنت (الإنجليزية)

- دتش سافاج على موقع IMDb (الإنجليزية)